# Bea Miller
Beatrice Annika Kipnis Miller (Maplewood, Nueva Jersey; 7 de febrero de 1999) , más conocida como Bea Miller, es una cantante, actriz y compositora estadounidense.
Miller se posicionó en el noveno lugar en la segunda temporada del reality estadounidense The X Factor. Actualmente tiene un contrato discográfico con Hollywood Records. Ha citado a la banda Nirvana, al cantante Keaton Henson y a la cantante Miley Cyrus como influencias en sus gustos y estilo.

## Carrera profesional

### 2012: The X Factor
| Episodio                 | Tema                          | Canción                                      | Artista original  | Orden         | Resultado          |
| ------------------------ | ----------------------------- | -------------------------------------------- | ----------------- | ------------- | ------------------ |
| Audición                 | Elección libre                | "Cowboy Take Me Away"                        | Dixie Chicks      | No disponible | Avanzó             |
| Bootcamp 1               | Actuación en solitario        | No visto                                     | No visto          | No disponible | Avanzó             |
| Bootcamp 2               | Actuación en grupo            | No visto                                     | No visto          | No disponible | Avanzó             |
| Bootcamp 3               | Actuación en dueto            | "Pumped Up Kicks" (con Carly Rose Sonenclar) | Foster the People | No disponible | Avanzó             |
| Casa de los jueces       | Elección libre                | "Titanium"                                   | David Guetta/Sia  | No disponible | Avanzó             |
| Semana 1                 | Hecho en América              | "I Won't Give Up"                            | Jason Mraz        | 11            | Avanzó             |
| Semana 2                 | Canciones de película         | "Iris"                                       | Goo Goo Dolls     | 5             | A salvo (10a)      |
| Semana 3                 | Divas                         | "Time After Time"                            | Cyndi Lauper      | 4             | A salvo (8a)       |
| Semana 4                 | Acción de gracias             | "Chasing Cars"                               | Snow Patrol       | 7             | Los 3 últimos (8a) |
| Semana 4 (supervivencia) | Cantando por la supervivencia | "White Flag"                                 | Dido              | 2             | Eliminada          |

### 2013- 2016:Not An Apologyy Giras
El 11 de abril de 2013 fue oficialmente anunciado que Bea había firmado un contrato discográfico con Syco Music y Hollywood Records, siendo la primera alianza entre estos dos sellos discográficos. Poco después de la final de la segunda temporada del reality estadounidense The X Factor, Miller cambió su nombre a Bea Miller. Su álbum fue lanzado este verano con el primer sencillo siendo lanzado entre marzo y mayo. Ella ha realizado sesión de fotos para la portada del álbum así como también, mostrando uno de sus vestuarios en Instagram. Ella subió una nueva canción «Rich Kids» en su cuenta de YouTube Su sencillo recibió más de 150.000 reproducciones en menos de una semana.
Miller planea publicar en EP y un álbum de estudio más tarde este año. Publicó un vídeo de una nueva canción «Enemy Fire». «Enemy Fire» fue lanzado en su canal de Vevo en abril. Bea trabajó con busbee, Jarrad Rogers, Mike Del Rio, y otros productores notables en su álbum. Su EP debut Young Blood fue publicado el 22 de abril de 2014 con su primer sencillo «Young Blood». Su EP alcanzó la posición número 2 en el Pop Albums Charts en iTunes. Su EP tuvo un gran debut en el Billboard 200 de Billboard posicionándose en el número 64. Bea contribuyó su voz al audiolibro del nuevo libro de Jennifer Donnelly, Deep Blue: Songspell. También contribuyó su voz a la canción del libro «Open Your Eyes» cantado por ella misma. Miller será telonera de Demi Lovato en ciudades selectas durante el Demi World Tour.
El 28 de mayo de 2015 se estrena oficialmente el segundo sencillo del álbum de Miller, titulado Fire n Gold. Con esta canción Miller logró por primera vez entrar a la lista más importante de los Estados Unidos, Billboard Hot 100, en la posición número 78. En una entrevista con Idolator, Bea afirmó que su álbum debut será lanzado en julio. Tiempo después como lo había afirmado Miller, el 24 de julio sale a la luz el álbum debut titulado Not an Apology, el cual tuvo un éxito moderado en los Estados Unidos ubicado se en la posición número 7 del Billboard 200. El 15 de septiembre la RIAA confirma que el segundo sencillo de Miller, Fire n Gold logra conseguir certificado de oro en los Estados Unidos, un hito importante en la carrera de Miller, fue su primera certificación musical y lo expreso con mucho entusiasmo a sus fanes vía Twitter. Agregando que durante el transcurso entre julio y septiembre de 2015 Miller fue el acto de apertura para la gira del grupo estadounisende Fifth Harmony llamada, Reflection Tour.

### 2017 - presente:Chapter One:Blue, Chapter Two:Red, Chapter Three:Yellow y Aurora
El 24 de febrero de 2017 lanzó su segundo EP llamado chapter one: blue, que incluye tres canciones llamadas "song like you", "burning bridges" y "i can't breathe". El 2 de marzo del 2017 subió el vídeo oficial de "song like you" que ahora cuenta con más de 1 millón de reproducciones.
El 20 de abril de 2016, se anunció que Miller se uniría a Selena Gomez en su Revival Tour como acto de apertura junto con DNCE. La gira fue desde mayo durante todo el verano. Miller también anunció que hospedaría y recibiría el saludo titulado "Tea With Bea".
Miller bromeó con su próximo segundo álbum de estudio en Twitter en 2016. Miller lanzó el sencillo "Yes Girl" sin álbum el 20 de mayo de 2016. Miller interpretó "Yes Girl" y otra canción titulada "Song Like You" numerosas veces en el Revival Tour. Su canción "This Little Light of Mine" se presentó en una campaña publicitaria de 2016 para 3 mosqueteros. El 24 de febrero de 2017, lanzó la primera parte de un proyecto de tres EP.
El 30 de marzo de 2017, Miller tocó "Song Like You" en The Late Late Show with James Corden. Fue su primera aparición en un programa de entrevistas nocturno. El 2 de junio de 2017 lanzó la segunda parte del Chapter Two:Red en los minoristas digitales. El EP final, Chapter Three:Yellow, se lanzó el 6 de octubre de 2017. Junto con tres canciones adicionales, los tres EP se recopilarán como su segundo álbum de estudio titulado tentativamente Spectrum.
En agosto de 2017, el sencillo "Brand New Eyes" de Miller apareció en el avance de la película Wonder, dirigida por Stephen Chboskyand y protagonizada por Julia Roberts y Owen Wilson.

## Discografía

### Álbumes
| Año  | Álbum                                             | Posicionamiento en listas | Posicionamiento en listas | Ventas |
| Año  | Álbum                                             | EUA                       | EUA Digital albums        | Ventas |
| ---- | ------------------------------------------------- | ------------------------- | ------------------------- | ------ |
| 2015 | Not An Apology - Lanzamiento: 24 de julio de 2015 | 7                         | 5                         | 33 000 |
| 2018 | Aurora - Lanzamiento: 23 de febrero de 2018       | —                         | —                         |        |

### EP
| Año  | Álbum                                                     | Posicionamiento en listas |
| Año  | Álbum                                                     | EUA                       |
| ---- | --------------------------------------------------------- | ------------------------- |
| 2014 | Young Blood - Lanzamiento: 22 de abril de 2014            | 64                        |
| 2017 | Chapter One: Blue - Lanzamiento: 24 de febrero de 2017    | —                         |
| 2017 | Chapter Two: Red - Lanzamiento: 2 de junio de 2017        | —                         |
| 2017 | Chapter Three: Yellow - Lanzamiento: 6 de octubre de 2017 | —                         |
| 2020 | Quarantine - Lanzamiento: 4 de septiembre de 2020         | —                         |
| 2020 | Sad Boy Hours - Lanzamiento: 18 de septiembre de 2020     | —                         |
| 2020 | Lust - Lanzamiento: 25 de septiembre de 2020              | —                         |
| 2020 | Elated! - Lanzamiento: 23 de octubre de 2020              | —                         |

### Sencillos
Como artista principal
| Año  | Sencillo                                    | Posiciones | Posiciones | Posiciones | Certificaciones | Álbum          |
| Año  | Sencillo                                    | EUA        | EUA Pop    | EUA Dance  | Certificaciones | Álbum          |
| ---- | ------------------------------------------- | ---------- | ---------- | ---------- | --------------- | -------------- |
| 2014 | «Young Blood»                               | 105        | 40         | 4          | - EUA: Oro      | Not an Apology |
| 2015 | «Fire n Gold»                               | 78         | —          | —          | - EUA: Platino  | Not an Apology |
| 2016 | «Yes Girl»                                  | —          | —          | —          |                 | Sin álbum      |
| 2017 | «Song Like You»                             | —          | 30         | —          |                 | Aurora         |
| 2017 | «Like That»                                 | —          | —          | —          | - EUA: Oro      | Aurora         |
| 2017 | «S.L.U.T.»                                  | —          | —          | —          |                 | Aurora         |
| 2019 | «It's Not U It's Me» (Miller y 6lack)       | —          | —          | —          |                 | Sin álbum      |
| 2019 | «Feel Something»                            | —          | —          | —          |                 | Quarantine     |
| 2019 | «Feels like Home» (Miller y Jessie Reyez)   | —          | —          | —          |                 | Lust           |
| 2019 | «Never Gonna Like You» (Miller y Snakehips) | —          | —          | —          |                 | Lust           |
| 2019 | «That Bitch» (Miller y Jessie Reyez)        | —          | —          | —          |                 | Sin álbum      |
| 2020 | «Wisdom Teeth»                              | —          | —          | —          |                 | Elated!        |

Como artista invitada
| Año  | Sencillo                                     | Posiciones | Posiciones | Posiciones | Posiciones | Posiciones | Posiciones | Posiciones | Certificaciones                                                               | Álbum     |
| Año  | Sencillo                                     | EUA        | AUS        | CAN        | DIN        | NOR        | RU         | SUE        | Certificaciones                                                               | Álbum     |
| ---- | -------------------------------------------- | ---------- | ---------- | ---------- | ---------- | ---------- | ---------- | ---------- | ----------------------------------------------------------------------------- | --------- |
| 2018 | «I Wanna Know» (NOTD con Bea Miller)         | 123        | 18         | 69         | 40         | 18         | 46         | 28         | - AUS: 2× Platino - CAN: 2× Platino - EUA: Platino - RU: Plata - SUE: Platino | Sin álbum |
| 2018 | «Waste of Time» (LostBoyCrow con Bea Miller) |            |            |            |            |            |            |            |                                                                               | Sin álbum |

### Videos musicales
| Año  | Vídeo           | Director        | Ref.   |
| ---- | --------------- | --------------- | ------ |
| 2014 | «Young Blood»   | Mark Pellington | [ 29 ] |
| 2015 | «Fire N Gold»   | Black Coffee    | [ 30 ] |
| 2016 | Yes Girl        | Aya Tanimura    |        |
| 2017 | Song Like You   |                 |        |
| 2017 | Burning Bridges |                 |        |
| 2017 | I Can't Breath  |                 |        |
| 2017 | Like That       |                 |        |
| 2017 | Buy Me Diamonds |                 |        |
| 2017 | Warmer          |                 |        |
| 2017 | Brand New Eyes  |                 |        |
| 2017 | Repercussions   |                 |        |
| 2017 | To The Grave    |                 |        |
| 2018 | S.L.U.T.        |                 |        |

## Filmografía
| Year | Title                          | Role                         | Notes                           |
| ---- | ------------------------------ | ---------------------------- | ------------------------------- |
| 2008 | Saturday Night Live            | Desconocido                  | Niña en The Dakota Fanning Show |
| 2008 | Teddy Grams                    | Grace                        | Cortometraje                    |
| 2008 | Yes, Virginia                  | Virginia O'Hanlon            | Protagónico                     |
| 2009 | Las mascotas maravilla         | Cuby/Baby Munchkin           | 2 Episodios                     |
| 2009 | Confessions of a Shopaholic    | Niña en la tienda de zapatos |                                 |
| 2009 | Tell-Tale                      | Angela Bernard               |                                 |
| 2009 | Ice Age: Dawn of the Dinosaurs | Desconocido                  |                                 |
| 2009 | Yuppie Federation              | Mesera                       |                                 |
| 2010 | Hens and Chicks                | Hanna                        |                                 |
| 2010 | Toy Story 3                    | Molly                        | Voz                             |
| 2011 | Too Big to Fail                | Buffett's Great Grandkid     |                                 |
| 2012 | Lifted                         | Buffett's Great Grandkid     |                                 |
| 2012 | The X Factor                   | Ella misma                   | Participante                    |
| 2012 | Unforgettable                  | Katrina Sadler               |                                 |
| 2013 | Officer Down                   | Lanie Callahan               |                                 |
| 2013 | Mary and Martha                | Cantante en Funeral          |                                 |

## Giras

### Como acto de apertura
- Demi Lovato - Demi World Tour (2014)
- Fifth Harmony - Reflection Tour (2015)
- Selena Gomez - Revival Tour (2016)

## Premios y nominaciones
| Año  | Premio              | Categoría                            | Trabajo     | Resultado | Ref.   |
| ---- | ------------------- | ------------------------------------ | ----------- | --------- | ------ |
| 2015 | Radio Disney Awards | Mejor canción para bailar con su BFF | Young Blood | Ganadora  | [ 31 ] |
| 2015 | Teen Choice Awards  | Choice Music: Next Big Thing         | Ella misma  | Ganadora  | [ 32 ] |